# 1036
1036 (MXXXVI) fue un año bisiesto comenzado en jueves del calendario juliano.

## Acontecimientos
- 22 de agosto se casa el rey Ramiro I de Aragón con Gisberga, hija del conde Bernardo Roger de Bigorra.

## Fallecimientos
- Hisham III, duodécimo y último califa del Califato de Córdoba.